# Suzanna Owiyo
Suzanna Owiyo est une musicienne-chanteuse-compositrice kényane qui est surnommée la Tracy Chapman de l'Afrique et est aussi comparée à Nina Simone.
Elle développe un répertoire engagé et mélange les styles au départ des sonorités luo de son enfance qu'elle marie avec les rythmes du power pop, du reggae ou de la musique folk et même du rap comme dans son 3e album.

## Biographie
Elle naît le 10 mai 1975 au Kenya, près du lac Victoria, dans le petit village de Kasaye près de Nyakach (comté de Kisumu), au sud de Kisumu.
Dès son plus jeune âge, elle est formée à la musique grâce à son grand-père qui était un excellent joueur de nyatiti.
Au lycée, elle aide son école à remporter de nombreux trophées pendant les festivals de musique provinciaux et nationaux.
En 1998, après le lycée et contre la volonté de son père - qui voulait qu'elle se tourne vers la profession d'institutrice -, elle devient, à Nairobi, choriste pour la chanteuse Sally Oyugi. Deux ans plus tard, elle rejoint, toujours à Nairobi, le groupe local Bora Bora Sound avant de revenir, pour un an, à Kisumu comme chanteuse solo. C'est alors qu'Eric Ounga, un jeune homme d'affaires amateur de musique, remarque son talent et lui offre sa première guitare acoustique et des cours de musique. Elle retourne, dès lors, à Nairobi pour suivre les cours du Kenya Conservatoire of Music tout en continuant à chanter dans une boite de nuit à Karen (une banlieue touristique au sud-ouest de Nairobi).
Lors des préparatifs des célébrations du centenaire de la ville de Kisumu, en 2001, il est demandé à Suzanna Owiyo de composer une chanson à thème pour la cérémonie d'ouverture. Devant une foule de 60 000 personnes la chanson Kisumu 100, qui est un hommage à sa région natale, est née et le succès immédiat marqué par des applaudissements prolongés et une ovation debout.
Elle décide, alors, de travailler à un album avec le producteur de musique kényan Tedd Josiah. L'album Mama Africa a un grand succès radiophonique à tel point qu'elle est nommée au Kora Awards de 2002 dans la catégorie « artiste féminine la plus prometteuse » et, qu'en 2003, elle est récompensée, dans la même catégorie, au Kisima Music Awards. Le simple et le clip vidéo Sandore, tirés de l'album, transmettant un message puissant sur le thème du travail des enfants sont également des succès.
De nombreux concerts au Kenya et à l'étranger suivent. En juin 2003, elle représente son pays, à Paris, au festival consacré au Kenya et organisé par l'Alliance française. En août de la même année, elle représente l'Afrique de l'Est au Festival de musique Panafricain de Brazzaville où elle chante aux côtés de Youssou N'Dour, Koffi Olomidé et Rebecca Malope entre autres. Pour terminer l'année de sa reconnaissance comme une artiste de premier plan, en décembre, elle preste un concert à Djibouti.
En juillet 2004, elle preste au festival Festival Mundial à Tilbourg aux Pays-Bas. En décembre 2004, elle obtient le privilège d'être l'artiste féminine africaine retenue pour le concert du Prix Nobel de la paix où elle chante en solo et exécute la chanson « Imagine » avec des artistes tels que Cyndi Lauper, Andrea Bocelli, Chris Botti, Patti Labelle et Baba Maal. Elle venait, alors, tout juste de terminer son nouvel album Yamo Kudho (« Le vent souffle » en luo) ou les rythmes contemporains se mêlent à la musique traditionnelle des Luo par l'usage de la nyatiti et de l'orutu. Cet album comporte entre autres un cri contre le viol des enfants avec la chanson Petit sœur chantée en français.
En 2005, elle fait une tournée en France, aux États-Unis, au Zanzibar et au Japon. Entre 2006 et 2008, les tournées et les concerts se succèdent sans discontinuer avec pour points d'orgue la cérémonie de clôture du Yara Prize Awards d'Oslo en compagnie de Papa Wemba, le Womex à Séville et, surtout, sa participation aux concerts 46664, en l'honneur du 90e anniversaire de Nelson Mandela, des 27 juin 2008 dans Hyde Park à Londres et 18 juillet 2009 dans le Radio City Music Hall de New York. En décembre 2009 elle est invitée à Washington par Barack Obama pour célébrer l'élection de ce dernier en tant que 44e président des États-Unis d'Amérique par le collège électoral.
En 2010, elle participe au concours annuel Découvertes organisé par RFI et finalise un 3e album, en collaboration avec le chanteur Jua Cali qui devrait s'appeler Matatu et aurait dû sortir avant la fin du 3e trimestre 2010 mais dont la commercialisation est sans cesse reportée.

## Discographie
Albums
- Mama Africa 2002 (Label Arc Music)
  - Wachna
  - Ng'oma
  - Uyie
  - Sandore Video au concert 46664 de Londres
  - Suna Ka Ng'eya
  - Masela
  - Kisumu 100 Video avec des images de Kisumu
  - Lek Ne Wuonda
  - Mama Afrika
  - Pole Pole
  - Kisumu 100 (Benga remix)
  - Minwa Mary (My Mum Mary)
- Yamo Kudho 2004 (Label Arc Music)
  - Janyau
  - Tich En Tich
  - Jamer
  - Ulong'o
  - Ralep
  - Hera susore
  - Malaika
  - Petit sœur
  - Nimpendaye
  - Africa

Maxi CD
- Koko ka (Label Arc Music)
  - Lo Le clip vidéo
  - Koko ka Le clip vidéo
  - Lo (remix)
  - Koko ka (remix)

Simples
- Kisumu 100 2001 (Label Audio Vault Studio)
  - Kisumu 100
  - Kisumu 100 (Benga remix)
  - Kisumu 100 (instrumental)

Participations
- Album Spotlight on Kenyan Music 2006 (Label Arc Music)
  - Wataki Ni Sasa (titre n° 14)